# Hit & Miss
Hit & Miss e uma série de televisão britânica criada por Paul Abbott e estrelada pela atriz Chloë Sevigny que interpreta Mia, uma mulher transexual e assassina de aluguel que descobre que tem um filho com sua ex-namorada. Ela luta entre cuidar de sua recém descoberta família e manter seu trabalho como um assassina.
Em 4 de setembro de 2012, o site TVWise publicou um rumor que a Sky Atlantic tinha cancelado Hit & Miss. Sky Atlantic mais tarde contactou o site TVWise e afirmou que Hit & Miss foi encomendado como um drama independente, o que implica que a renovação nunca foi uma opção.

## Enredo
Mia, uma mulher transexual, trabalha como uma assassina de aluguel. Ela descobre que teve um filho, Ryan, com a sua ex-namorada, Wendy, que recentemente morreu de câncer. Mia é chamada pela mãe como guardiã do menino e seus três meio-irmãos, que vivem em uma casa rural em Yorkshire. Continuando a trabalhar como uma assassina, Mia aprende a lidar como ser em um papel parental.

## Elenco e Personagem
- Chloë Sevigny como Mia - uma transexual e assassina de aluguel. Após a morte de sua ex-namorada Wendy , ela descobre que eles têm um filho
- Jonas Armstrong como Ben - um interesse romântico de Mia
- Vincent Regan como John - proprietário da chácara onde a família vive
- Ben Crompton como Liam - irmão de Wendy
- Karla Crome como Riley - a filha de Wendy , filha adotiva de Mia
- Reece Noi como Levi - filho de Wendy , enteado de Mia
- Jorden Bennie como Ryan - Wendy e o filho de Mia
- Roma Christensen como Leonie - filha de Wendy , filha adotiva de Mia

## Recepção da crítica
Hit & Miss teve recepção geralmente favorável por parte da crítica especializada. Em base de 16 avaliações profissionais, alcançou uma pontuação de 72% no Metacritic.

## Prêmios e Indicações
- Indicações
BAFTA-Melhor Diretor-Ficção:Hettie Macdonald[2]
Satellite Awards-Melhor Atriz em Série Dramática:Chloë Sevigny[3]
GLAAD Media Awards-Melhor Mini-serie ou Tele-Filme:Hit & Miss[1]